# 샤오잔
샤오잔(중국어 간체자: 肖战, 정체자: 肖戰, 병음: Xiāo Zhàn, 한자음: 초전, 영어: Sean Xiao, 1991년 10월 5일 ~ )은 중국의 배우이자 가수이다. 소속사는 와지지와 엔터테인먼트이다. 공식 팬덤명은 「피터팬」 (小飞侠)이다.

## 음악 작품

### 싱글
| 발매일          | 제목            | 싱글 정보 | MV | 각주 |
| 2018년 10월 5일 | 《만족》 (满足) | - 작사: 뤼이치우(吕易秋) - 작곡／편곡／프로듀서: 정난(郑楠) |    |      |
| 2020년 4월 25일 | 《광점》 (光点) | - 작사: Rik Annema／Leroy Sanchez／Wynne Bennett／NANA - 작곡: Rik Annema／Leroy Sanchez／Wynne Bennett - 프로듀서: Wynne Bennett／The Anteloops - 레이블: NSM Music |    |      |

## 출연 작품

### 영화
| 개봉연도 | 제목                                     | 배역 | 비고 |
| 2017년   | 《몬스터 헌트 2: 요괴 사냥단》 (捉妖记2) |      |      |
| 2019년   | 《루키스》 (素人特工)                    |      |      |
| 2019년   | 《주선》 (誅仙Ⅰ)                         | 소범 |      |

### 드라마
| 방영연도 | 채널     | 제목                                             | 배역                     | 비고 |
| 2019년   | 텐센트   | 《진정령》 (陈情令 The Untamed)                  | 위무선 (위영) -이릉노조- |      |
| 2021년   | 텐센트TV | 《투라대륙》 (斗罗大陆)                          | 당삼                     |      |
| 2022년   | 텐센트TV | 여생, 청다지교 (余生，请多指教 The Oath of Love) | 구웨이                   |      |
| 2023년   | 텐센트TV | 옥골요 (玉骨遥, The Longest Promise)             | 시영                     |      |